# Ansonia fuliginea
Ansonia fuliginea е вид жаба от семейство Крастави жаби (Bufonidae). Видът е световно застрашен, със статут Уязвим.

## Разпространение
Разпространен е в Малайзия.